# Předvoj

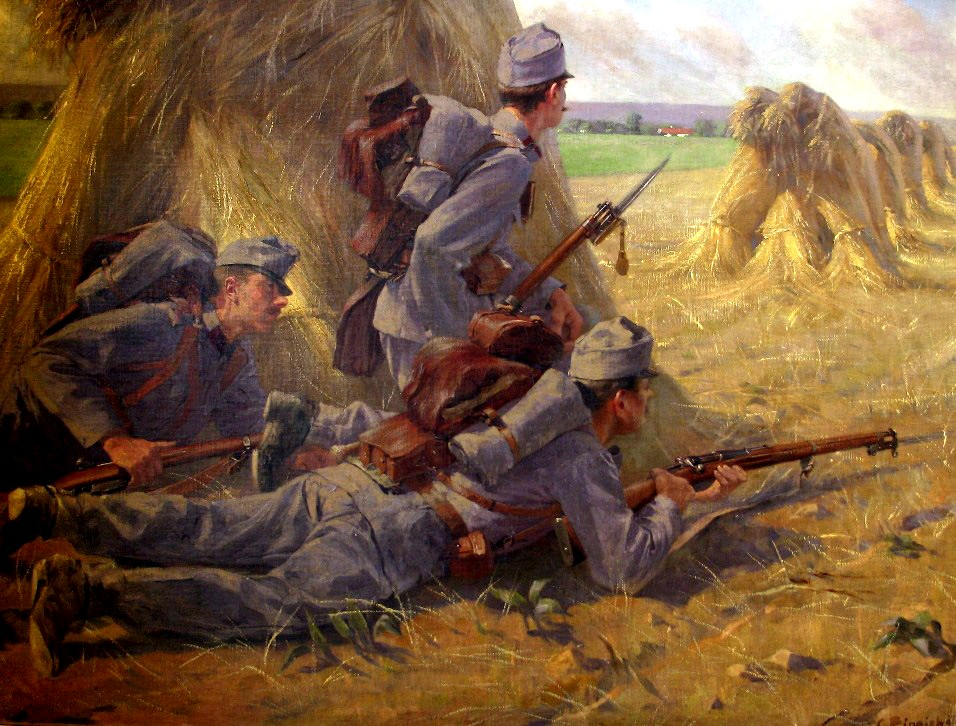
Související obrázek

Předvoj (přední voj, avantgarda) je ve vojenské terminologii jednotka, která se pohybuje před hlavní pozemní armádou ve směru jejího postupu. Jejím úkolem je jednak průzkum a obsazení důležitých pozic, jednak také může vstoupit do přímého střetu s nepřítelem, a tím ho zdržet a poskytnout vlastním silám čas k přípravě na bitvu nebo k obchvatnému manévru. Síla předvoje může být různá, od několika zkušených vojáků až po celý prapor. Opačnou roli má zadní voj, což jsou jednotky postupující za hlavní pozemní armádou a chránící ji z týlu.